# Seznam vojnih mornaric
Seznam vojnih mornaric.
Države, ki nimajo vojne mornarice kot samostojne veje oboroženih sil, ampak jo imajo integrirane v druge veje (po navadi v kopensko vojsko), so na seznamu v položnem tisku.

## Seznam
- Albanija - Vojna mornarica Albanije
- Argentina - Argentinska vojna mornarica
- Avstralija - Kraljeva avstralska vojna mornarica
- Brazilija - Brazilska vojna mornarica
- Čile - Čilenska vojna mornarica
- Danska - Kraljeva danska vojna mornarica
- Egipt - egipčanska vojna mornarica
- Finska - finska vojna mornarica
- Francija - francóska vojna mornarica
- Grčija - grška vojna mornarica
- Hrvaška - hrvaška vojna mornarica
- Indija - indijska vojna mornarica
- Italija - italijanska vojna mornarica
- Republika Južna Afrika - južnoafriška vojna mornarica
- Kanada - Kraljeva kanadska vojna mornarica
- Kitajska - Vojna mornarica Ljudske osvobodilne vojske
- Nemčija - nemška vojna mornarica
- Nizozemska - Kraljeva nizozemska vojna mornarica
- Norveška - Kraljeva norveška vojna mornarica
- Poljska - poljska vojna mornarica
- Portugalska - portugalska vojna mornarica
- Rusija - Ruska vojna mornarica
- Črna gora - vojna mornarica Črne gore
- Slovenija - Slovenska vojska
- Španija - španska vojna mornarica
- Švedska - švedska vojna mornarica
- Turčija - turška vojna mornarica
- Združene države Amerike - vojna mornarica Združenih držav Amerike
- Združeno kraljestvo Velike Britanije in Severne Irske - Kraljeva vojna mornarica (Royal Navy)

## Seznam bivših vojnih mornaric
- Avstro-ogrska vojna mornarica (k.u.k Kriegsmarine)
- Jugoslovanska kraljeva vojna mornarica
- Jugoslovanska vojna mornarica
- Italijanska kraljeva vojna mornarica
- Rimska mornarica
- Ruski imperij – Ruska imperialna mornarica
- Sovjetska zveza – Sovjetska vojna mornarica
- Vojna mornarica Srbije in Črne gore